# لا مولسوسا
لا مولسوسا (به اسپانیایی: Molsosa) یک منطقهٔ مسکونی در اسپانیا است که در سولسونس واقع شده‌است. لا مولسوسا ۲۶٫۹ کیلومتر مربع مساحت دارد ۷۰۰ متر بالاتر از سطح دریا واقع شده‌است.